# Enjoy - Ridere fa bene
Enjoy - Ridere fa bene è stato un programma televisivo di genere comico trasmesso su Italia 1 dal 2 al 23 febbraio 2020 per quattro puntate con la conduzione di Diana Del Bufalo e Diego Abatantuono.
In seguito alla carenza degli ascolti, le ultime due puntate del programma sono andate in onda in seconda serata.

## Programma
Il programma vede in sfida due squadre di comici che si affrontano in vari sketch per vincere un finanziamento da devolvere in beneficenza. La prima squadra capitanata da Gigi e Ross è in sfida a favore del progetto A Regola D'Arte di Napoli, mentre la seconda squadra guidata dai PanPers lotta a favore del progetto Insieme con la musica per il sostegno di un'orchestra giovanile a Milano.

### Composizione squadre
La prima squadra di comici è composta da: Vincenzo Albano, Herbert Ballerina, Francesco Cicchella, Tony D'Ursi e Barbara Foria.
La seconda squadra è composta da: Alberto Farina, Gianluca Impastato, Claudio Lauretta, Francesca Manzini e Marco Stabile.

### La giuria
Il giudice che decreta la squadra vincitrice delle varie sfide è il pubblico presente in studio. Diego Abatantuono è il presidente della giuria che, pur non avendo diritto di voto, può influenzare i voti del pubblico con i suoi giudizi, commenti e opinioni. Accanto al presidente di giuria ci sono per la prima squadra Dino Abbrescia e per la seconda squadra Gianluca Fubelli che cercano di influenzare il pubblico a favore della propria squadra.

## Ascolti
| Puntata | Fascia         | Messa in onda    | Telespettatori | Share | Ospiti              |
| ------- | -------------- | ---------------- | -------------- | ----- | ------------------- |
| 1       | prima serata   | 2 febbraio 2020  | 996.000        | 4,4%  | Federica Nargi      |
| 2       | prima serata   | 9 febbraio 2020  | 723.000        | 3,1%  | Maddalena Corvaglia |
| 3       | seconda serata | 16 febbraio 2020 | 414.000        | 5,3%  | Giulia Salemi       |
| 4       | seconda serata | 23 febbraio 2020 | 396.000        | 4,8%  | Elettra Lamborghini |
| Media   | Media          | Media            | 632.000        | 4,4%  |                     |